# Alboreca
Alboreca (nombre derivado del árabe, Al-boreiza, que se traduce por ”la pequeña alberca”) es una localidad española, pedanía del municipio de Sigüenza, perteneciente a la provincia de Guadalajara, en la comunidad autónoma de Castilla-La Mancha.

## Historia
Hacia mediados del siglo XIX, el lugar, por entonces con ayuntamiento propio, tenía contabilizada una población de 109 habitantes. Aparece descrito en el primer volumen del Diccionario geográfico-estadístico-histórico de España y sus posesiones de Ultramar de Pascual Madoz de la siguiente manera:

ALBORECA: v. con ayunt. de la prov. de Guadalajara (12 leg.), part. jud., adm. de rent. y dióc. de Siguenza (1 1/2), aud. terr. y c. g. de Madrid (22): sit. á la falda de un monte, sobre una pequeña elevacion; está batida por todos los vientos; y su clima es saludable: tiene 19 casas habitadas, y 2 sin habitar, que forman una plaza pequeña y tres calles regulares, de suelo enjuto de toba: casa consistorial, que sirve de cárcel, local para la escuela y habitacion del maestro, dotado con una corta retribucion que satisfacen las familias de los 9 niños de ambos sexos que concurren, y la igl. parr, reedificada en el año 1798, bajo la advocacion de S. Andrés Apóstol, servida por un cura propio. Confina el térm. por N. con el de Olmedilla, E. con los de Orna, Valdealmendras, y torre del mismo nombre; S. con los de Mojares y Alcuneza, y O. con el último. Comprende 2,881 fan. de tierra, de las cuales se cultivan en dos hojas que alternan por años 562, y son de primera clase 190, de segunda 216, y de tercera 156: hay ademas 5 fan. para legumbres y hortalizas, y 3 para cánamo: una deh. de 570 fan. poblada de carrascales y roble, 1,677 baldías, y 12 concejiles: últimamente, á 1/4 leg. N. del pueblo, brotan unas pequeñas fuentes que forman un arroyuelo, y sus aguas dan movimiento á un molino harinero y un batan: los caminos son de herradura, en buen estado, y se dirigen por el N. á Almazan, y por el S. á Siguenza: se recibe la correspondencia en esta c.: prod.: trigo, cebada, avena, garbanzos, cáñamo, y legumbres: se mantienen 77 colmenas: 350 cab. de ganado lanar ordinario, 15 de vacuno cerril, 6 de labor, 12 mulas de lo mismo, y algunos asnos y cerdos: pobl.: 25 vec., 109 alm.: cap. prod.: 588,894 rs.: imp.: 33,200: contr.: 2,021: presupuesto municipal: 570, y se cubre con 200 rs. que producen los propios y repartimiento vecinal.
(Madoz, 1845, p. 335)

En la Revista de Estudios dela Institución Provincial de Cultura «Marqués de Santillana» de Guadalajara  "Wad-Al-Hayara. 1979, n.º 6" que habla de restos romanos en Siguenza, se dice esto de Alboreca:

En el pueblo hemos podido ver, en casa de un. vecino, una pequeña estatua romana de hierro representando a Atlas, con las manos en la espalda sosteniendo el globo terráqueo, que no conserva. Nos informó que lo había hallado en una pequeña huerta en el interior del mismo pueblo, pero que cree debe de tratarse de una material arrastrado durante una tormenta desde las tierras al norte del pueblo.
Wad-Al-Hayara. 1979, n.º 6, pg. 16

## Demografía
| Gráfica de evolución demográfica de Alboreca entre 1842 y 1960 |
| |
| Población de derecho según los censos de población del INE Población de hecho según los censos de población del INEEntre el censo de 1970 y el anterior, este municipio desaparece porque se integra en el municipio Sigüenza |

## Patrimonio
Destaca la iglesia parroquial de San Andrés Apóstoljunto a su cementerio, de reminiscencias románicas, aunque el origen parece medieval. También destaca por tener algunas calzadas romanas. Solía haber un teatro, El teatro de Alboreca,